# Dzandanbudyn Sumjaabadzar
Dzandanbudyn Sumjaabadzar (mong. Занданбудын Сумъяабазар; ur. 26 grudnia 1997) – mongolski zapaśnik walczący w stylu wolnym. Zajął 24. miejsce na mistrzostwach świata w 2019 roku.
Trzynasty na igrzyskach azjatyckich w 2022. Brązowy medalista mistrzostw Azji w 2021 i piąty w 2020. Piąty w Pucharze Świata w 2022. Wicemistrz świata i Azji kadetów w 2014 roku.